# Alien Breed II: The Horror Continues
Alien Breed II: The Horror Continues es un videojuego run and gun y la secuela de Alien Breed. Fue lanzado en 1993 por Team17 para Amiga, disponible en las versiones OCS/ECS y AGA. La versión de AGA del juego también fue incluida como un extra en la versión de Amiga CD32 de Alien Breed: Tower Assault.
El motor de juego de Alien Breed II fue reescrito en gran parte para permitir un desplazamiento más fluido entre las pantallas (cuyo código sería reutilizado en otro proyecto de Team17, Superfrog, un juego de plataformas 2D). Los gráficos también fueron mejorados, al igual que el tamaño y cantidad de niveles (existen 17 niveles en Alien Breed II comparado con los 6 de Alien Breed y 12 de Alien Breed Special Edition 92). La curva de dificultad de este juego también es más pronunciada que aquella de su predecesor.
Alien Breed II es el único juego en la serie que le da a los jugadores la opción de elegir entre cuatro personajes, cada uno con sus propias fortalezas y debilidades específicas.

## Recepción
Alien Breed 2 recibió reseñas positivas de parte de los críticos en su lanzamiento. La revista Amiga Computing elogió al juego como un «clásico» gracias a sus mejoras con respecto al juego original. Amiga Action describió al juego similarmente como «adictivo» y como un «gran salto de sus predecesores», aunque señalando que el juego fue altamente difícil.